# Harry Kim (musicien)
Pour les articles homonymes, voir Harry Kim et Kim.
Harry Kim (né à New York) est un musicien américain, trompettiste et arrangeur.
Il est un musicien très demandé, et a joué durant ses 30 ans de carrière pour des artistes tels que Phil Collins, Stevie Wonder, Earth, Wind & Fire, The Phenix Horns, Jennifer Lopez et Johnny Hallyday.

## Biographie
Harry Kim est né et a grandi à New York où il étudie à la High School for the Performing Arts et se prépare pour une carrière de trompettiste classique.
En 1985 il rejoint les Phenix Horns, la section de cuivre du groupe Earth, Wind & Fire en remplacement de Michael Harris. Il fait aussi partie des Vine Street Horns dont il est un des membres fondateurs.
Il fait deux tournées en 1987 et 1988 pour Michel Berger et France Gall.
En 1989 il participe activement aux arrangements de l'album ...But Seriously de Phil Collins. En 1994, Phil Collins rappelle les Vine Street Horns pour la tournée mondiale Both Sides tour. En 1996 il est arrangeur sur l'album Dance into the Light. En 1998 on le retrouve sur la tournée du Big band de Phil Collins et sur l'album jazz A Hot Night In Paris. Il participe à de nombreux concerts et albums en public de Johnny Hallyday depuis 1998.
Il est crédité sur de nombreuses musiques de film, dont Chicken Run (orchestrateur), trompettiste dans la bande originale de Horton ou Happy Feet 2, compositeur de la musique de la série Safe Harbor, et les albums ou show télévisés auxquels il a participé ont été récompensés à de nombreuses reprises.

## Discographie
- 1977 : Brenton Wood - Come Softly
- 1979 : Dalton & Dubarri - Choice
- 1982 : Marvin Gaye - Midnight Love
- 1988 : France Gall - Le Tour De France 88
- 1989 : ...But Seriously - (Phil Collins)
- 1990 : Serious Hits...Live! - Phil Collins
- 1996 : Dance into the Light - Phil Collins
- 1997 : Live And Loose In Paris - Phil Collins
- 1998 : Johnny Hallyday - Stade de France 98 Johnny allume le feu
- 1999 :  The Phil Collins Big Band - A Hot Night In Paris
- 2000 : Claude Nougaro - Embarquement Immédiat
- 2000 : Johnny Hallyday - 100 % Johnny : Live à la tour Eiffel
- 2000 : Johnny Hallyday - Olympia 2000
- 2002 : Joe Zawinul - Faces & Places
- 2002 : Johnny Hallyday - À la vie, à la mort
- 2003 : Johnny Hallyday - Parc des Princes 2003
- 2004 : Finally... The First Farewell Tour - Phil Collins
- 2005 : Johnny Hallyday - Ma vérité
- 2009 : Johnny Hallyday - Tour 66 : Stade de France 2009
- 2012 :  Live At Montreux 2004  - Phil Collins
- 2013 : Johnny Hallyday - On Stage
- 2013 : Johnny Hallyday - Born Rocker Tour
- 2020 : Johnny Hallyday - Happy Birthday live au Parc de Scaux 2000
- 2020 : Johnny Hallyday - Bercy 2003

## Sources
- (en) Cet article est partiellement ou en totalité issu de l’article de Wikipédia en anglais intitulé « Harry Kim (musician) » (voir la liste des auteurs).